# Daniel Romualdez

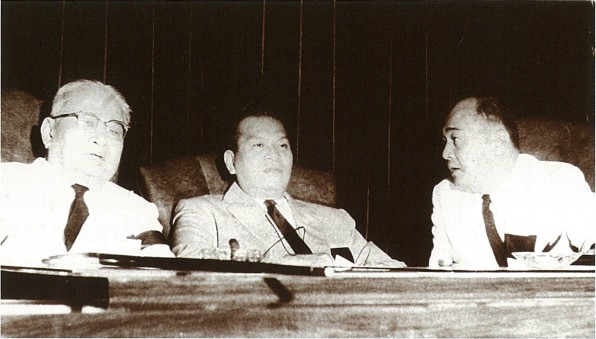
Daniel Romualdez (midden)

Daniel Z. Romualdez (Tolosa, 1 september 1907 - 22 maart 1965) was een Filipijns politicus. Van 1957 tot 1962 was hij voorzitter van het Filipijns Huis van Afgevaardigden. 

## Biografie
Daniel Romualdez werd geboren in Tolosa in de provincie Leyte. Zijn vader was Miguel Romualdez, een voormalig parlementslid voor de provincie Leyte en burgemeester van Manilla. Daniel werd vernoemd naar zijn grootvader Daniel Romualdez, eigenaar van het grote landgoed Malacanang Gardens en getrouwd met Trinidad Lopez, de oudste dochter van een Spaanse frater. Daniel studeerde rechten aan de University of Santo Tomas en behaalde daar in 1931 zijn bachelordiploma. Na zijn afstuderen werkte hij als advocaat.
Romualdez' politieke carrière begon toen hij in 1949 werd gekozen als lid van het Filipijns Huis van Afgevaardigden namens het vierde kiesdistrict van Leyte. In 1953 en 1957 werd hij herkozen. Toen in 1957 de positie van voorzitter van het Huis vrijkwam door de deelname van Jose Laurel jr., aan de vicepresidentsverkiezingen van 1957, werd Romualdez gekozen tot nieuwe voorzitter. Bij de verkiezingen van 1961 werd Romualdez voor een vierde periode gekozen in het Huis, ditmaal namens het eerste kiesdistrict van Leyte. Romualdez' partij, de Nacionalista Party won de meeste zetels in het Huis, maar verloor die meerderheid weer toen diverse afgevaardigden overstapten naar de Liberal Party, de partij van de nieuwe president Diosdado Macapagal. Hierdoor werd Romualdez als voorzitter van het Huis opgevolgd door Cornelio Villareal. Tegen het einde van zijn vierde termijn overleed hij, op 57-jarige leeftijd, aan de gevolgen van een hartaanval, slechts enkele maanden voordat zijn nicht Imelda Marcos de nieuwe first lady van het land zou worden.